# Zootzen (Wittstock/Dosse)
 Zootzen ist ein Ortsteil der Stadt Wittstock/Dosse im Landkreis Ostprignitz-Ruppin in Brandenburg.

## Geografie
Der Ort, in dem 145 Einwohner auf 13,33 km² leben (Stand: 31. Dezember 2022), liegt südöstlich des Kernortes Wittstock/Dosse. Der Naturpark Stechlin-Ruppiner Land erstreckt sich nordöstlich.

## Geschichte
1525 finden sich die ersten urkundlichen Erwähnungen in unterschiedlichen Schreibweisen wie zu Titzutze, Zutzen, Zuezen, Titzütz, itzo…Zotzen (Zoozen). 1536 gibt es Belege zum Ort in der Schreibweise zu Czoten, 1540 zu Czossen und 1617 Züezen.
Zootzen war ein Dorf der Herrschaft Ruppin und später des Kreises Ruppin, bevor es 1817 an den neuen Kreis Ostprignitz kam.

## Einwohnerentwicklung
| Jahr      | 1735 | 1767 | 1772 | 1791 | 1801 | 1817 | 1837 | 1858 | 1871 | 1895 | 1925 | 1939 | 1946 | 1964 | 1971 | 1981 | 1991 |
| --------- | ---- | ---- | ---- | ---- | ---- | ---- | ---- | ---- | ---- | ---- | ---- | ---- | ---- | ---- | ---- | ---- | ---- |
| Einwohner | 116  | 123  | 118  | 156  | 170  | 177  | 176  | 360  | 384  | 297  | 278  | 257  | 366  | 216  | 194  | 157  | 134  |

## Sehenswürdigkeiten

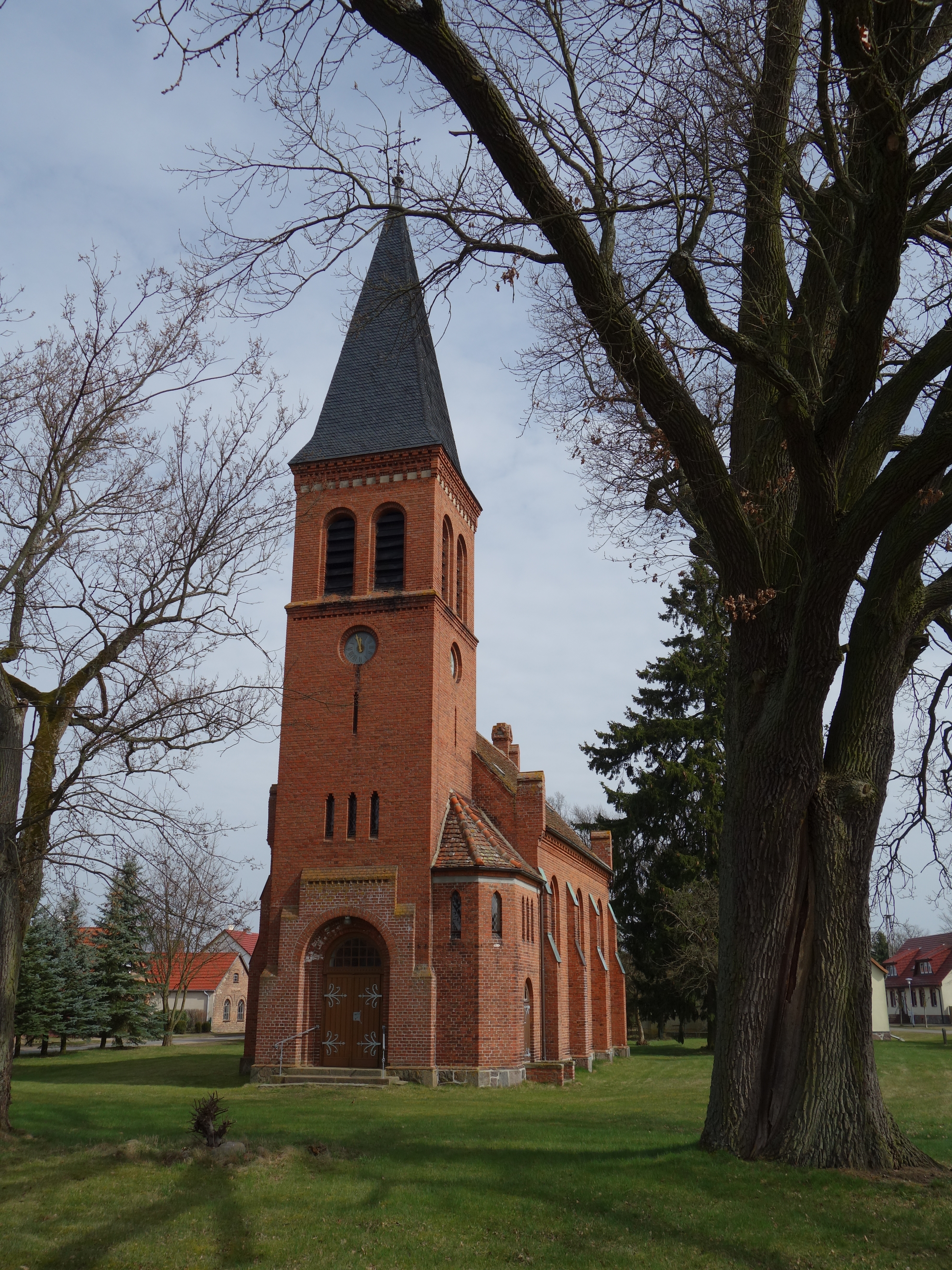
Dorfkirche Zootzen

- Die von 1893 bis 1894 errichtete Dorfkirche, ein neuromanischer Bau aus roten Ziegeln, ist das einzige Baudenkmal das Ortsteils.

## Infrastruktur
Die nordwestlich verlaufende A 19 mündet beim westlich gelegenen Autobahndreieck Wittstock/Dosse in die südwestlich verlaufende A 24.